# Marta Mathéu
Marta Mathéu (Tarragona, 1980) és una soprano catalana.
Va estudiar piano, cant i orgue al Conservatori Professional de Música de la seva ciutat. Es va traslladar a València on va cursar el grau superior de cant amb la catedràtica Ana Luisa Chova al Conservatori Superior de Música Joaquín Rodrigo, on va obtenir la Matrícula d'Honor.
Com a solista ha interpretat Stabat Mater de Pergolesi, Gloria de Vivaldi, les passions segons Sant Joan i segons Sant Mateu i Magnificat de Bach, El Messies i Dixit Dominus de Händel, Missa de la Coronació i Requiem de Mozart, 9a simfonia ("coral") de L.V. Beethoven; Missa Solemnis de Cherubini, Stabat Mater de Rossini, Requiem de Fauré i Te Deum de Kódaly, entre d'altres. Ha interpretat els papers de Luisa Fernanda (Luisa Fernanda) de F. Moreno Torroba; Isabella (Die Verschworenen) de Franz Schubert; Berta (Babel 46) de X. Montsalvatge; Amèlia al ballo i Amahl and the Visitors de G. Menotti; Donna Anna (Don Giovanni) i Marcellina (Le nozze di Figaro) de W. A. Mozart i Woglinde (Das Rheingold) de R. Wagner. És considerada com una de les promeses de l'òpera català del segle xxi.
Ha estat guardonada en diversos concursos i festivals d'àmbit nacional i internacional, destacant el primer premi del X Certamen per a Veus Joves Manuel Ausensi, celebrat al Gran Teatre del Liceu de Barcelona (2007); i el premi del públic en el VII Concurs de Cant Montserrat Caballé a Saragossa (2007). El 2008 va rebre el segon premi, el premi extraordinari Plácido Domingo a la millor cantant espanyola i el premi extraordinari de l'Ajuntament de Moià a la millor cantant catalana al Concurs Francesc Viñas del 2008.
Discografia
Ha enregistrat la Passió segons Sant Joan de J. S. Bach, amb l'orquestra Camerata Barroca de Barcelona. La seva gravació de les cançons completes de Frederic Mompou com a solista amb Jordi Masó al piano va ser ben acollida per la premsa: «Sigui que sigui, és una cantant que sap cantar»
- Cuesta, Francesc; Roca, Ricardo (piano); Mathéu, Marta (soprano). Obra para piano - Tres canciones. vol.5 Patrimonio Musical Valenciano .  IVM, 2010.
- Lamote de Grignon, Ricardo; Mathéu, Marta; McClure, Mac; Berrio, Lezlye. Amor de Dona.  Klassic Cat, 2011.
- Mompou, Frederic; Mathéu, Marta (soprano); Masó, Jordi (piano). Cançons. vol.1 Becquerianes .  Naxos 8.573099, 2014.
- Mompou, Frederic; Mathéu, Marta (soprano); Masó, Jordi (piano). Cançons. vol.2 Becquerianes, comptines .  Naxos 8.573100, 2015.